# Emiliana
Singles de CKay
Love Nwantiti
(2021) By Your Side
(2021)
Emiliana est une chanson du chanteur et compositeur nigérian CKay, sortie le 3 décembre 2021, par Warner Music South Africa.

## Arrière plan
Le 4 décembre 2021, CKay a interprété une version live de Emiliana au Tonight Show Starring Jimmy Fallon.

## Accueil commercial
Emiliana a culminé au numéro un pendant 7 semaines consécutives sur le UK Afrobeats Singles Chart. Le 6 décembre 2021, elle a été nommée chanson du jour par The Native, et a fait ses débuts au numéro quarante-quatre du TurnTable Top 50 le 13 décembre. Le 16 décembre, il a culminé au numéro quarante et un du classement des 50 meilleures chansons en streaming de TurnTable. Le 24 décembre, il a culminé au numéro trente-neuf du classement TurnTable Top 50 Airplay.

## Crédits et personnel
Crédits adapté de Genius. 
- CKay - chant, composition, production, ingénieur mixage
- Oboratare Abraham - voix supplémentaires
- Bmh - écriture de chansons, production, ingénieur de mixage

Exemples de crédits
CKay sample une réplique de Kiss Me thru the Phone de Soulja Boy sur Emiliana.

## Classements
| Classements (2021-2022)                 | Meilleure position |
| --------------------------------------- | ------------------ |
| Belgique (Wallonie Ultratop 50 Singles) | 29                 |
| Danemark (Tracklisten)                  | 90                 |
| France (SNEP)                           | 9                  |
| Global 200 (Biliboard)                  | 176                |
| Hongrie (Rádiós Top 40)                 | 26                 |
| Luxembourg (Biliboard)                  | 20                 |
| Pays-Bas (Nederlandse Top 40)           | 21                 |
| Nigeria (TurnTable Top 50)              | 5                  |
| Portugal (AFP)                          | 137                |
| Suède (Sverigetopplistan)               | 90                 |
| Suède (Heatseeker)                      | 8                  |
| Suisse (Schweizer Hitparade)            | 27                 |
| Tchéquie (IFPI Rádio)                   | 63                 |
| Royaume-Uni (UK Singles Chart)          | 1                  |
| États-Unis (U.S. Afrobeats Songs)       | 10                 |

## Certifications
| Région                                                                                                 | Certification | Ventes/Streams |
| --- | ------------- | -------------- |
| Canada (Music Canada)                                                                                  | Or            | 5 000^         |
| France (SNEP)                                                                                          | Diamant       | 400 000*       |
| Pays-Bas (NVPI)                                                                                        | Or            | 25 000^        |
| *Ventes selon la certification ^Mise en rayon selon la certification xNon précisé par la certification |               |                |